# آنری سیریانی
 آنری سیریانی (انگلیسی: Henri Ciriani؛ زادهٔ ۳۰ دسامبر ۱۹۳۶) یک معمار اهل فرانسه است.